# زبان اوگاریتی
زبان اوگاریتی (به انگلیسی: Ugaritic)، تنها بر پایهٔ نوشته‌های بر جا مانده در شهر گمشدهٔ اوگاریت در سوریه شناخته شده است، که به‌دست باستان‌شناسان فرانسوی در سال ۱۹۲۸ یافت شد. این یافته برای پژوهشگران عهد عتیق برای دریافت متون عبری بسیار مهم بوده است و بخش بزرگی از عبارات مشترک، گویش‌های ادبی، و اصطلاحاتی را که یهودیت از فرهنگ‌های گوئیم (ناکلیمی) مجاور به کار می‌برد، آشکار کرده است.